# Броккізм
Броккізм — застаріле біологічне вчення про заздалегідь визначену тривалість існування родів і видів рослин і тварин. Це вчення на початку 19 століття створив італійський палеонтолог Джованні Броккі (Giovanni Brocchi), який стверджував, що види і роди рослин та тварин в процесі свого історичного розвитку «зношуються», старіють і вмирають, аналогічно до окремих особин. Сучасні досягнення біології у вивченні єдності розвитку організмів і середовища повністю спростовують броккізм.